# Chirolophis wui
Chirolophis wui és una espècie de peix de la família dels estiquèids i de l'ordre dels perciformes.

## Hàbitat i distribució geogràfica
És un peix marí, demersal i de clima temperat, el qual viu al Pacífic nord-occidental: la península de Corea i la mar Groga a prop de Yantai.

## Observacions
És inofensiu per als humans.